# 374 av. J.-C.
Cette page concerne l'année 374 av. J.-C. du calendrier julien proleptique.

## Événements
- Printemps : expédition du roi de Sparte Cléombrote II en Phocide. Les Thébains se retirent en Béotie à son approche[1].

- Nouvelle occupation de l’ile de Zante (Zakynthos) par les Athéniens[2]. Reprise des hostilités entre Sparte et Athènes dès la fin de l’année[3].
  - Timothée, rappelé à Athènes après la paix, s’arrête à Zante et y débarque des bannis proathéniens. Sparte en tire prétexte pour soutenir les oligarques de Corcyre et envoie une escadre importante pour reprendre le contrôle de la mer Ionienne, avec l’appui de Syracuse (automne). Timothée, envoyé au secours des Corcyréens, prend du retard pour se procurer les fonds et les équipages dont il a besoin (novembre ou décembre). Il est destitué et accusé de haute trahison, puis acquitté, mais il préfère quitter Athènes pour s’engager auprès du roi des Perses. Le navarque spartiate Mnasippos est tué et Corcyre parvient à lever le siège de la ville (373). Quand Iphicrate, qui a succédé à Timothée, arrive à Corcyre au printemps 372, toutes les cités de la région se rallient à la Confédération athénienne[4].

- Évagoras Ier (435-374 av. J.-C.), roi de Salamine de Chypre, est assassiné. Son fils Nikoklès (395-353 av. J.-C.) lui succède[5].
- Traité de paix signé entre Syracuse et Carthage. La frontière des territoires puniques en Sicile est fixée sur le fleuve Halykos (statu quo ante bellum)[6].

## Décès
- Évagoras